# Ángel Robles Berengui
Ángel Luis Robles Berengui (Cehegín, Murcia,España, 20 de abril de 1982) es un futbolista  que actualmente juega como mediocentro defensivo o defensa central en el Cartagena Fútbol Club de la Tercera División de España.

## Trayectoria
De pequeño el Real Madrid se fijó en él para sus categorías inferiores y pasó por todas ellas hasta llegar al segundo equipo, el Real Madrid Castilla, con el que ascendió a Segunda División. En 2006 fichó por la SD Ponferradina y al año siguiente por el Lorca Deportiva CF donde militaba su hermano mayor Antonio. Tras una temporada defendiendo los colores blanquiazules rescindió su contrato y se marchó a la UD Alzira, a la siguiente se marchó al CD Roquetas donde permaneció por dos temporadas hasta fichar por el  CD Denia. 
Fue en el verano de 2012 cuando el ceheginero fichó por el UCAM Murcia CF y se convirtió en el jugador insignia del club universitario. Desde que vistió la indumentaria azul dorada por primera vez, el capitán universitario por excelencia, ha vivido un descenso a Tercera División consiguiendo la temporada siguiente el regreso por la puerta grande a la categoría de bronce, vivir dos temporadas históricas en la Segunda División B donde en la primera consiguieron ser el único equipo en estar invicto durante las primeras 22 jornadas de manera consecutiva, soñar durante tres rondas de Copa del Rey y pelear el ascenso hasta el último minuto, y en la segunda temporada, la 2015/2016, cuando se logró el ascenso a la categoría de plata por primera vez en la joven historia del club murciano
En enero de 2019, abandona el FC Jumilla después de tres temporadas en Segunda División B y firma por el Lorca Deportiva CF de la Tercera División de España ascendiendo esa misma temporada al Grupo IV de Segunda División B. No obstante a principios de 2021 firmaría por el Cartagena FC del Grupo XIII de Tercera División de España.

## Carrera deportiva

### Clubes
| Club                    | País   | Año             |
| ----------------------- | ------ | --------------- |
| Real Madrid CF C        | España | 2001-2004       |
| Real Madrid CF Castilla | España | 2004-2007       |
| SD Ponferradina         | España | 2006-2007       |
| Lorca Deportiva CF      | España | 2007-2008       |
| UD Alzira               | España | 2008-2009       |
| CD Roquetas             | España | 2009-2011       |
| CD Denia                | España | 2011-2012       |
| UCAM Murcia CF          | España | 2012- 2016      |
| Fútbol Club Jumilla     | España | 2016- 2019      |
| CF Lorca Deportiva      | España | 2019-2021       |
| Cartagena FC            | España | 2021-Actualidad |

## Palmarés

### Títulos nacionales
| Título                       | Club           | País   | Año  |
| ---------------------------- | -------------- | ------ | ---- |
| Segunda División B de España | UCAM Murcia CF | España | 2015 |